# Archepandemis borealis
Archepandemis borealis är en fjärilsart som beskrevs av Freeman 1965. Archepandemis borealis ingår i släktet Archepandemis och familjen vecklare. Inga underarter finns listade i Catalogue of Life.